# Egilsstaðir repülőtér
Egilsstaðir repülőtér (IATA: EGS, ICAO: BIEG) Izland negyedik legnagyobb repülőtere. Egy futópályával rendelkezik, amelyet két irányból lehet használni fel- és leszállásra. A repülőteret legtöbbet az Icelandair Reykjavíkba tartó járatai használják. Éves utasforgalma 49 891 fő (1994).

## Története
Eredetileg kavicsos futópályát készítettek, fények nélkül, de három évvel később, 1954-ben elkészült a világítás. 1993-ban a kavicsos futópályát átépítették, hogy aszfaltos legyen. A légi terminált eredetileg 1968-ban építették, de 1987 és 1999 között átépítették és kibővítették. 2007-ben nyitották meg az új érkezési csarnokot.

## Futópályák
A repülőtér futópályái:
- 03/21

## Forgalom
Az utasforgalom az elmúlt években az alábbi módon változott:
| Utasok száma | 49 891 | 109 159 | 150 748 | 97 422 | 101 424 | 94 162 | 91 373 | 94 225 | 47 876 | 91 919 |
|              | 1994   | 2004    | 2006    | 2009   | 2011    | 2013   | 2015   | 2018   | 2020   | 2022   |

## Fordítás
- Ez a szócikk részben vagy egészben  az   Egilsstaðir Airport című angol Wikipédia-szócikk ezen változatának fordításán alapul.  Az eredeti cikk szerkesztőit annak laptörténete sorolja fel. Ez a jelzés csupán a megfogalmazás eredetét és a szerzői jogokat jelzi, nem szolgál a cikkben szereplő információk forrásmegjelöléseként.

## Kapcsolódó szócikk
- Izland repülőtereinek listája